# 11905 Giacometti
11905 Giacometti (1991 VL6) là một tiểu hành tinh vành đai chính được phát hiện ngày 6 tháng 11 năm 1991 bởi E. W. Elst ở Đài thiên văn Nam Âu.